# Sylter Verkehrsgesellschaft
Sylter Verkehrsgesellschaft (SVG, på dansk Sild trafikselskab) er et trafikselskab der administrerer den kollektive trafik på den sydslesvigsk-nordfrisiske ø Sild. Selskabet driver et antal regionale buslinjer fra hovedbyen Vesterland til øens øvrige byer. Desuden driver det bybusserne i Vesterland. SVG ejes af skibsrederen Sven Paulsen, der også ejer færgeselskabet Adler-Schiffe (med færger til halligerne).
SVG oprettedes 1952 og sammenfattede dengang øbanens to strækninger. Buslinjerne forbinder i dag (bl. a.) hovedbyen Vesterland med Venningsted, Kampen og List (linje 1), Rantum og Hørnum (linje 3), Kejtum, Munkmarsk og Braderup (linje 3) samt Arksum og Morsum (linje 4). Desuden er er en linje 5 mellem List og Kampen samt bybusser i Vesterland.